# Melz
Melz es un municipio situado en el distrito de Llanura Lacustre Mecklemburguesa, en el estado federado de Mecklemburgo-Pomerania Occidental (Alemania), a una altitud de 70 metros. Su población a finales de 2016 era de 350 habs. y su densidad poblacional, 20 hab/km².
Se encuentra muy cerca de la frontera con el estado de Brandeburgo.